# Régis Breysse
Régis Breysse, né au Béage (Ardèche) le 27 juillet 1810 et mort à Gentilly le 30 juin 1860, est un sculpteur français.

## Biographie
Régis Breysse est né au Béage (Ardèche) le 27 juillet 1810,. Issu d'une pauvre famille de paysans, il commence par garder les troupeaux et, à l'âge de 17 ans, entre en apprentissage chez un coutelier, au Monastier, puis chez un armurier, à Saint-Cirgues, où il décore les crosses de fusil et de pistolet de figures d'animaux. Il étudie ensuite à l'école de dessin du Puy et va travailler trois ans à Lyon dans l'atelier d'un sculpteur sur bois.
En 1839, le conseil général du département de l'Ardèche l'envoie à Paris avec une pension de 800 francs qui fut portée plus tard à 1 200 francs, pension qu'il touche pendant quatre ans. Il devient alors élève de David d'Angers et est admis à l'École des beaux-arts le 9 octobre 1839. Il débute au Salon de 1841 et expose pour la dernière fois en 1850.

Il reçoit quelques encouragements pécuniaires sur les fonds de la Liste civile et deux œuvres sont acquises par l'État, un Christ et un Buste d'Hésiode. Au sujet de cette dernière commande, un rapport de Joseph Garraud, inspecteur général des Beaux-Arts, daté du 18 avril 1849, mentionne que le talent de l'artiste n'est pas au-dessus d'une honnête moyenne : 

« M. Breysse a terminé son buste d'Hésiode. Il n'a rien de remarquable. Les autres ouvrages de l'artiste que j'ai vus n'annoncent pas de dispositions qui puissent le faire sortir de la médiocrité. Il est jeune encore et le travail pourra peut-être modifier heureusement sa manière. »

Régis Breysse meurt à Gentilly le 30 juin 1860.

## Œuvres
- Trait de courage du colonel Rampon. Bas-relief en plâtre. Salon de 1841(n° 2038).
- Le Christ sur la croix. Statue en plâtre. Salon de 1843 (n° 1399). Cette statue, acquise par le ministre de l'Intérieur le 1er août 1844, moyennant 1.000 francs, fut envoyée à l'église d'Aubenas (Ardèche).
- L'ange Gabriel. Statue en marbre. Salon de 1844 (n°2171).
- M. Bernardi, maire d'Aubenas. Buste en marbre. Salon de 1848 (n° 4631).
- Hésiode. Buste en plâtre commandé par le ministre de l'Intérieur, le 30 décembre 1848, moyennant 600 francs. Ce buste fut terminé en janvier 1849.
- Un Christ en croix. Bois sculpté. Salon de 1848 (n° 2117).
- Buste de femme. Plâtre. Salon de 1850 (n° 3197).